# サンテレビ土曜深夜アダルトバラエティ枠
本項では、1983年から2009年6月にかけて、サンテレビジョン（サンテレビ）で土曜深夜に放送されていたお色気番組の一覧と、2009年10月から金曜深夜に放送中のお色気番組の一覧について記述する。

## 概要
本枠は、ダイフク企画とメディアクエストにより制作されている性的な事柄を扱うバラエティ番組である。
内容はアダルトビデオの紹介やヌード写真の撮影など、女体の露出が多い。
基本的なコーナーはそのままに、出演者や番組名、放送時間を変える形でリニューアルすることで、1983年から2009年6月まで放送されたのち、一時枠廃止を経て2009年10月から金曜深夜に枠として移行し、2024年4月現在に至るまで放送が続けられている。
中古アダルトDVDの販売・買取を専門に扱う買取りまっくすをメインスポンサーに置き、その関係で撮影やスポンサーのほとんどが関西のブティックホテルまたはラブホテルの一室で行われていた。『夜美女』、『オナゴコロ』、『夜は美女バナ』など、司会やコーナーの進行を女性に置き換え、女性向け番組としての要素を持たせてリニューアルしていた時期もある。
視聴可能エリアは、最も広い時期には近畿のほぼ全域と関東の一部にまで広がっていた。

## 変遷
突然の土曜日枠終了
以前より、当番組枠は番組内容に関してBPO（放送倫理・番組向上機構）へのクレームが多く、『今夜もハッスル』では以前の番組よりも性的な表現などを少なくして放送していた。しかし依然、苦情件数が多かったことにより、2009年6月23日にBPOの青少年委員会で議論され、同委員会が2009年6月24日に製作局であるサンテレビに番組趣旨などを問う質問状を送付することを通告したところ、サンテレビは同日に『今夜もハッスル』を同年6月27日放送分で番組打ち切りとし、番組枠自体も一旦終了することを決めた。
サンテレビは枠終了について、「社内検証の結果、内容の変更では済まないと判断した。外部の会社が制作し、コントロールが利いていなかった反省点がある」としている。
放送枠を移しての復活
土曜枠での反省を踏まえ、更には対策を経て、2009年10月1日より開始の『オナゴコロ』より、アダルトバラエティ枠を金曜深夜に枠移動し、サンテレビが制作に関与しない体制（外部プロダクションの放送枠買い取り方式）に移行したうえで復活した。また今期より近畿地方と関東地方で別番組となり、ネット受けをしていた関東地方向けには加藤鷹司会の『鷹なり天国』、原口あきまさ司会の『そこツボ』・『そこウサ』を制作し、チバテレとTOKYO MXで放送を行っていた。

## 番組一覧

### 土曜日時代
- 風俗大図鑑・おとなの子守唄（1stシーズン、1983年10月 - 1987年3月、ただし1983年10月から1984年2月までは金曜日に放送）
- おとこのララバイ（1987年4月 - 1988年3月）
- おとこのララバイ2（1988年4月 - 1988年9月）
- おとなの絵本（1988年10月 - 1989年3月）
- 満月テレビ（1989年4月 - 1991年9月）
- 週刊おとなの絵本（1991年10月 - 1992年9月）
- おとなのえほん（1992年10月 - 1996年9月。）
サブタイトルにkansaiPプロジェクト・関西スケベファクトリー・もんもんナスビとうまうまピーチ・EROERO PARADISEなどがある）。
- のりノリ天国（1996年10月 - 2003年3月）
CM前にはのり天GO GO HEAVENと表記。なお、この番組だけは関東には放送されていなかった。
- 夜美女（2003年4月 - 2007年3月）
- インリンのM時ですョ!→ドM時デスョ!（2007年4月 - 2008年3月）
- 今夜もハッスル（2008年4月 - 2009年6月）

### 金曜日時代
- オナゴコロ（2009年10月 - 2010年3月）
- 夜は美女バナ（2010年4月 - 9月）
- おとなの子守唄（2ndシーズン、2010年10月 - 2013年9月）
- ケンコバのバコバコテレビ→ケンコバのバコバコナイト（2013年10月 - ）
2024年4月現在、土曜日時代を含めて、歴代で1番長く放送されている番組。

### 首都圏向け番組
- 鷹なり天国（2009年10月 - 2010年3月）
- そこツボ（2010年4月 - 2011年3月）
- そこウサ（2011年4月 - 2012年12月）

## 歴代司会者
おとなの子守唄
- 笑福亭鶴光（第1期・第2期ともに担当）

おとこのララバイ
- オール巨人（1987年4月 - 1988年3月）

おとこのララバイ2
- 太平シロー（1988年4月 - 1988年9月）

おとなの絵本
- 中田ボタン（1988年10月）
- 坂田利夫（1988年10月 - 1989年3月）

満月テレビ
- 笑福亭鶴志
- デーブ・スペクター

週刊おとなの絵本
- ラサール石井（1991年10月 - 1992年3月）
- 桂文福（1992年4月 - 1992年9月）
- 笑福亭鶴志（同上）

おとなのえほん
- ぼんちおさむ（1992年10月 - 1993年3月）
- 村上ショージ（1992年10月 - 1994年3月）
- ティーアップ（1993年4月 - 1994年9月）
- 若井小づえ（1994年4月 - 1994年9月）
- 桂きん枝（1994年10月 - 1996年9月）

のりノリ天国
- 西川のりお

夜美女
- 久本朋子（2003年4月 - 2004年9月）
- 杉田かおる（2004年10月 - 2005年3月）
- 岡本夏生（2005年4月 - 2007年3月）
- 岡元あつこ（2003年4月 - 2007年3月）
- 矢部美穂（同上）

インリンのM時ですョ!→ドM時ですョ!　
- インリン・オブ・ジョイトイ
- 藤谷弘光

今夜もハッスル
- インリン・オブ・ジョイトイ
- レイザーラモン

オナゴコロ
- 青田典子
- 久瑠あさ美
- 愛須エリナ

夜は美女バナ
- 鳥居みゆき
- いとうあさこ
- 加護亜依

ケンコバのバコバコテレビ→ケンコバのバコバコナイト
- ケンドーコバヤシ
- 佐々木実季（#1 - 156）
- リンダ（#157 - 170）
- 福井柑奈（#171 - 274）
- 櫻田愛実 （#274 - 2021年3月27日）
- 櫻井カスミ (2021年4月3日 - )

以下は関東地方向け番組。
鷹なり天国
- 加藤鷹

そこツボ
- 原口あきまさ

そこウサ
- 原口あきまさ

## ネット局
歴代の番組はいずれも一部の独立UHF放送局にネットされていた。
| 放送対象地域 | 放送局                              | 系列      | 実績                          | 放送曜日と時間                                                              | 放送期間 | 備考         |
| ------------ | ----------------------------------- | --------- | ----------------------------- | --------------------------------------------------------------------------- | --- | ------------ |
| 千葉県       | 千葉テレビ放送（チバテレ・CTC）     | 独立UHF局 | 風俗大図鑑・おとなの子守唄    | 土曜 23:30 - 24:25 土曜 23:00 - 23:55 土曜 23:30 - 24:25                    | 1984年9月1日 - 1985年3月30日 1985年4月6日 - 1986年3月29日 1986年4月5日 - 1987年3月28日                                   |              |
| 千葉県       | 千葉テレビ放送（チバテレ・CTC）     | 独立UHF局 | おとこのララバイ              |                                                                             | 1987年4月 - 1988年3月 |              |
| 千葉県       | 千葉テレビ放送（チバテレ・CTC）     | 独立UHF局 | おとこのララバイ2             |                                                                             | 1988年4月 - 1988年9月 |              |
| 千葉県       | 千葉テレビ放送（チバテレ・CTC）     | 独立UHF局 | おとなの絵本                  |                                                                             | |              |
| 千葉県       | 千葉テレビ放送（チバテレ・CTC）     | 独立UHF局 | 満月テレビ                    |                                                                             | |              |
| 千葉県       | 千葉テレビ放送（チバテレ・CTC）     | 独立UHF局 | 週刊おとなの絵本              |                                                                             | |              |
| 千葉県       | 千葉テレビ放送（チバテレ・CTC）     | 独立UHF局 | おとなのえほん                |                                                                             | |              |
| 千葉県       | 千葉テレビ放送（チバテレ・CTC）     | 独立UHF局 | のりノリ天国                  |                                                                             | |              |
| 千葉県       | 千葉テレビ放送（チバテレ・CTC）     | 独立UHF局 | 夜美女                        |                                                                             | |              |
| 千葉県       | 千葉テレビ放送（チバテレ・CTC）     | 独立UHF局 | インリンのM時ですョ!          |                                                                             | |              |
| 千葉県       | 千葉テレビ放送（チバテレ・CTC）     | 独立UHF局 | ドM時デスョ!                  |                                                                             | |              |
| 千葉県       | 千葉テレビ放送（チバテレ・CTC）     | 独立UHF局 | 鷹なり天国                    | 木曜 26:30 - 27:30                                                          | 2009年10月 - 2010年3月                                                                                                   |              |
| 千葉県       | 千葉テレビ放送（チバテレ・CTC）     | 独立UHF局 | 夜は美女バナ                  |                                                                             | |              |
| 千葉県       | 千葉テレビ放送（チバテレ・CTC）     | 独立UHF局 | そこツボ                      |                                                                             | |              |
| 千葉県       | 千葉テレビ放送（チバテレ・CTC）     | 独立UHF局 | そこウサ                      |                                                                             | |              |
| 千葉県       | 千葉テレビ放送（チバテレ・CTC）     | 独立UHF局 | おとなの子守唄（2ndシーズン） | 土曜 23:30 - 24:25                                                          | |              |
| 千葉県       | 千葉テレビ放送（チバテレ・CTC）     | 独立UHF局 | ケンコバのバコバコテレビ      | -                                                                           | |              |
| 千葉県       | 千葉テレビ放送（チバテレ・CTC）     | 独立UHF局 | ケンコバのバコバコナイト      | -                                                                           | |              |
| 神奈川県     | テレビ神奈川（TVK）                 | 独立UHF局 | 風俗大図鑑・おとなの子守唄    | 日曜 24:00 - 24:55                                                          | 1985年4月21日 - 1986年9月26日                                                                                            | 放送打ち切り |
| 神奈川県     | テレビ神奈川（TVK）                 | 独立UHF局 | おとこのララバイ              |                                                                             | |              |
| 神奈川県     | テレビ神奈川（TVK）                 | 独立UHF局 | おとこのララバイ2             |                                                                             | |              |
| 神奈川県     | テレビ神奈川（TVK）                 | 独立UHF局 | おとなの絵本                  |                                                                             | |              |
| 神奈川県     | テレビ神奈川（TVK）                 | 独立UHF局 | 満月テレビ                    |                                                                             | |              |
| 神奈川県     | テレビ神奈川（TVK）                 | 独立UHF局 | 週刊おとなの絵本              |                                                                             | |              |
| 神奈川県     | テレビ神奈川（TVK）                 | 独立UHF局 | おとなのえほん                |                                                                             | |              |
| 神奈川県     | テレビ神奈川（TVK）                 | 独立UHF局 | のりノリ天国                  |                                                                             | |              |
| 神奈川県     | テレビ神奈川（TVK）                 | 独立UHF局 | 夜美女                        |                                                                             | |              |
| 神奈川県     | テレビ神奈川（TVK）                 | 独立UHF局 | インリンのM時ですョ!          |                                                                             | |              |
| 神奈川県     | テレビ神奈川（TVK）                 | 独立UHF局 | ドM時デスョ!                  |                                                                             | |              |
| 神奈川県     | テレビ神奈川（TVK）                 | 独立UHF局 | 鷹なり天国                    | 木曜 26:30 - 27:30                                                          | 2009年10月 - 2010年3月                                                                                                   |              |
| 神奈川県     | テレビ神奈川（TVK）                 | 独立UHF局 | 夜は美女バナ                  |                                                                             | |              |
| 神奈川県     | テレビ神奈川（TVK）                 | 独立UHF局 | そこツボ                      |                                                                             | |              |
| 神奈川県     | テレビ神奈川（TVK）                 | 独立UHF局 | そこウサ                      |                                                                             | |              |
| 神奈川県     | テレビ神奈川（TVK）                 | 独立UHF局 | おとなの子守唄（2ndシーズン） | 土曜 23:30 - 24:25                                                          | |              |
| 神奈川県     | テレビ神奈川（TVK）                 | 独立UHF局 | ケンコバのバコバコテレビ      | -                                                                           | |              |
| 神奈川県     | テレビ神奈川（TVK）                 | 独立UHF局 | ケンコバのバコバコナイト      | -                                                                           | |              |
| 岐阜県       | 岐阜放送（GBS）                     | 独立UHF局 | 風俗大図鑑・おとなの子守唄    | 日曜 24:00 - 24:55                                                          | ？ |              |
| 岐阜県       | 岐阜放送（GBS）                     | 独立UHF局 | おとこのララバイ              |                                                                             | |              |
| 岐阜県       | 岐阜放送（GBS）                     | 独立UHF局 | おとこのララバイ2             |                                                                             | |              |
| 岐阜県       | 岐阜放送（GBS）                     | 独立UHF局 | おとなの絵本                  |                                                                             | |              |
| 岐阜県       | 岐阜放送（GBS）                     | 独立UHF局 | 満月テレビ                    |                                                                             | |              |
| 岐阜県       | 岐阜放送（GBS）                     | 独立UHF局 | 週刊おとなの絵本              |                                                                             | |              |
| 岐阜県       | 岐阜放送（GBS）                     | 独立UHF局 | おとなのえほん                |                                                                             | |              |
| 岐阜県       | 岐阜放送（GBS）                     | 独立UHF局 | のりノリ天国                  |                                                                             | |              |
| 岐阜県       | 岐阜放送（GBS）                     | 独立UHF局 | 夜美女                        |                                                                             | |              |
| 岐阜県       | 岐阜放送（GBS）                     | 独立UHF局 | インリンのM時ですョ!          |                                                                             | |              |
| 岐阜県       | 岐阜放送（GBS）                     | 独立UHF局 | ドM時デスョ!                  |                                                                             | |              |
| 岐阜県       | 岐阜放送（GBS）                     | 独立UHF局 | 鷹なり天国                    | 木曜 26:30 - 27:30                                                          | 2009年10月 - 2010年3月                                                                                                   |              |
| 岐阜県       | 岐阜放送（GBS）                     | 独立UHF局 | 夜は美女バナ                  |                                                                             | |              |
| 岐阜県       | 岐阜放送（GBS）                     | 独立UHF局 | そこツボ                      |                                                                             | |              |
| 岐阜県       | 岐阜放送（GBS）                     | 独立UHF局 | そこウサ                      |                                                                             | |              |
| 岐阜県       | 岐阜放送（GBS）                     | 独立UHF局 | おとなの子守唄（2ndシーズン） | 土曜 23:30 - 24:25                                                          | |              |
| 岐阜県       | 岐阜放送（GBS）                     | 独立UHF局 | ケンコバのバコバコテレビ      | -                                                                           | |              |
| 岐阜県       | 岐阜放送（GBS）                     | 独立UHF局 | ケンコバのバコバコナイト      | -                                                                           | |              |
| 三重県       | 三重テレビ（MTV)                    | 独立UHF局 | 風俗大図鑑・おとなの子守唄    | 金曜 24:30 - 25:25                                                          | ？ |              |
| 三重県       | 三重テレビ（MTV)                    | 独立UHF局 | おとこのララバイ              |                                                                             | |              |
| 三重県       | 三重テレビ（MTV)                    | 独立UHF局 | おとこのララバイ2             |                                                                             | |              |
| 三重県       | 三重テレビ（MTV)                    | 独立UHF局 | おとなの絵本                  |                                                                             | |              |
| 三重県       | 三重テレビ（MTV)                    | 独立UHF局 | 満月テレビ                    |                                                                             | |              |
| 三重県       | 三重テレビ（MTV)                    | 独立UHF局 | 週刊おとなの絵本              |                                                                             | |              |
| 三重県       | 三重テレビ（MTV)                    | 独立UHF局 | おとなのえほん                |                                                                             | |              |
| 三重県       | 三重テレビ（MTV)                    | 独立UHF局 | のりノリ天国                  |                                                                             | |              |
| 三重県       | 三重テレビ（MTV)                    | 独立UHF局 | 夜美女                        |                                                                             | |              |
| 三重県       | 三重テレビ（MTV)                    | 独立UHF局 | インリンのM時ですョ!          |                                                                             | |              |
| 三重県       | 三重テレビ（MTV)                    | 独立UHF局 | ドM時デスョ!                  |                                                                             | |              |
| 三重県       | 三重テレビ（MTV)                    | 独立UHF局 | 鷹なり天国                    | 木曜 26:30 - 27:30                                                          | 2009年10月 - 2010年3月                                                                                                   |              |
| 三重県       | 三重テレビ（MTV)                    | 独立UHF局 | 夜は美女バナ                  |                                                                             | |              |
| 三重県       | 三重テレビ（MTV)                    | 独立UHF局 | そこツボ                      |                                                                             | |              |
| 三重県       | 三重テレビ（MTV)                    | 独立UHF局 | そこウサ                      |                                                                             | |              |
| 三重県       | 三重テレビ（MTV)                    | 独立UHF局 | おとなの子守唄（2ndシーズン） | 土曜 23:30 - 24:25                                                          | |              |
| 三重県       | 三重テレビ（MTV)                    | 独立UHF局 | ケンコバのバコバコテレビ      | -                                                                           | |              |
| 三重県       | 三重テレビ（MTV)                    | 独立UHF局 | ケンコバのバコバコナイト      | -                                                                           | |              |
| 京都府       | 近畿放送（京都放送・KBS京都）       | 独立UHF局 | 風俗大図鑑・おとなの子守唄    | 日曜 24:10 - 25:05 日曜 23:40 - 24:35 日曜 24:10 - 25:05 日曜 23:40 - 24:35 | 1984年７月１日 - 1984年9月30日 1984年10月7日 - 1985年8月18日 1985年8月25日 - 1985年9月29日 1985年10月6日 - 1987年3月29日 |              |
| 京都府       | 近畿放送（京都放送・KBS京都）       | 独立UHF局 | おとこのララバイ              |                                                                             | 1987年4月 - 1988年3月 |              |
| 京都府       | 近畿放送（京都放送・KBS京都）       | 独立UHF局 | おとこのララバイ2             |                                                                             | 1988年4月 - 1988年9月 |              |
| 京都府       | 近畿放送（京都放送・KBS京都）       | 独立UHF局 | おとなの絵本                  |                                                                             | |              |
| 京都府       | 近畿放送（京都放送・KBS京都）       | 独立UHF局 | 満月テレビ                    |                                                                             | |              |
| 京都府       | 近畿放送（京都放送・KBS京都）       | 独立UHF局 | 週刊おとなの絵本              |                                                                             | |              |
| 京都府       | 近畿放送（京都放送・KBS京都）       | 独立UHF局 | おとなのえほん                |                                                                             | |              |
| 京都府       | 近畿放送（京都放送・KBS京都）       | 独立UHF局 | のりノリ天国                  |                                                                             | |              |
| 京都府       | 近畿放送（京都放送・KBS京都）       | 独立UHF局 | 夜美女                        |                                                                             | |              |
| 京都府       | 近畿放送（京都放送・KBS京都）       | 独立UHF局 | インリンのM時ですョ!          |                                                                             | |              |
| 京都府       | 近畿放送（京都放送・KBS京都）       | 独立UHF局 | ドM時デスョ!                  |                                                                             | |              |
| 京都府       | 近畿放送（京都放送・KBS京都）       | 独立UHF局 | 鷹なり天国                    | 木曜 26:30 - 27:30                                                          | 2009年10月 - 2010年3月                                                                                                   |              |
| 京都府       | 近畿放送（京都放送・KBS京都）       | 独立UHF局 | 夜は美女バナ                  |                                                                             | |              |
| 京都府       | 近畿放送（京都放送・KBS京都）       | 独立UHF局 | そこツボ                      |                                                                             | |              |
| 京都府       | 近畿放送（京都放送・KBS京都）       | 独立UHF局 | そこウサ                      |                                                                             | |              |
| 京都府       | 近畿放送（京都放送・KBS京都）       | 独立UHF局 | おとなの子守唄（2ndシーズン） | 土曜 23:30 - 24:25                                                          | |              |
| 京都府       | 近畿放送（京都放送・KBS京都）       | 独立UHF局 | ケンコバのバコバコテレビ      | -                                                                           | |              |
| 京都府       | 近畿放送（京都放送・KBS京都）       | 独立UHF局 | ケンコバのバコバコナイト      | -                                                                           | |              |
| 兵庫県       | サンテレビジョン（サンテレビ・SUN） | 独立UHF局 | 風俗大図鑑・おとなの子守唄    | 金曜 23:15 - 24:09 土曜 23:30 - 24:25                                       | 1983年10月7日 - 1984年2月4日 1984年2月11日 - 1987年3月28日                                                               | 制作局       |
| 兵庫県       | サンテレビジョン（サンテレビ・SUN） | 独立UHF局 | おとこのララバイ              |                                                                             | 1987年4月 - 1988年3月 | 制作局       |
| 兵庫県       | サンテレビジョン（サンテレビ・SUN） | 独立UHF局 | おとこのララバイ2             |                                                                             | 1988年4月 - 1988年9月 | 制作局       |
| 兵庫県       | サンテレビジョン（サンテレビ・SUN） | 独立UHF局 | おとなの絵本                  |                                                                             | 1988年10月 - 1989年3月                                                                                                   | 制作局       |
| 兵庫県       | サンテレビジョン（サンテレビ・SUN） | 独立UHF局 | 満月テレビ                    |                                                                             | 1989年4月 - 1991年9月 | 制作局       |
| 兵庫県       | サンテレビジョン（サンテレビ・SUN） | 独立UHF局 | 週刊おとなの絵本              |                                                                             | 1991年10月 - 1992年9月                                                                                                   | 制作局       |
| 兵庫県       | サンテレビジョン（サンテレビ・SUN） | 独立UHF局 | おとなのえほん                |                                                                             | |              |
| 兵庫県       | サンテレビジョン（サンテレビ・SUN） | 独立UHF局 | のりノリ天国                  |                                                                             | |              |
| 兵庫県       | サンテレビジョン（サンテレビ・SUN） | 独立UHF局 | 夜美女                        |                                                                             | |              |
| 兵庫県       | サンテレビジョン（サンテレビ・SUN） | 独立UHF局 | インリンのM時ですョ!          |                                                                             | |              |
| 兵庫県       | サンテレビジョン（サンテレビ・SUN） | 独立UHF局 | ドM時デスョ!                  |                                                                             | |              |
| 兵庫県       | サンテレビジョン（サンテレビ・SUN） | 独立UHF局 | 鷹なり天国                    | 木曜 26:30 - 27:30                                                          | 2009年10月 - 2010年3月                                                                                                   |              |
| 兵庫県       | サンテレビジョン（サンテレビ・SUN） | 独立UHF局 | 夜は美女バナ                  |                                                                             | |              |
| 兵庫県       | サンテレビジョン（サンテレビ・SUN） | 独立UHF局 | そこツボ                      |                                                                             | |              |
| 兵庫県       | サンテレビジョン（サンテレビ・SUN） | 独立UHF局 | そこウサ                      |                                                                             | |              |
| 兵庫県       | サンテレビジョン（サンテレビ・SUN） | 独立UHF局 | おとなの子守唄（2ndシーズン） | 土曜 23:30 - 24:25                                                          | |              |
| 兵庫県       | サンテレビジョン（サンテレビ・SUN） | 独立UHF局 | ケンコバのバコバコテレビ      | -                                                                           | |              |
| 兵庫県       | サンテレビジョン（サンテレビ・SUN） | 独立UHF局 | ケンコバのバコバコナイト      | -                                                                           | |              |

- 奈良テレビ放送以外の局は東名阪ネット6（2007年4月1日発足）に属している。
- 「おとなの子守唄（土曜日版）」、「おとこのララバイ」、「おとなのえほん」時代は、テレビ和歌山や三重テレビでも放送された時期があった。また、びわ湖放送でも、2005年の9月まで火曜（水曜未明）の1:10 - 2:05に放送されていた。「夜美女」までは岐阜放送（ぎふチャン・GBS）でも放送されていた。テレビ神奈川（tvk）は「おとなのえほん」までは放送されていたが、長らく休止していた。
- 2024年4月の時点で放送されている「ケンコバのバコバコナイト」のネット局は、サンテレビ（金曜 25:15 - 26:10）、KBS京都（日曜 25:15 - 26:10（2日遅れ））、びわ湖放送（金曜 25:40 - 26:35）である。びわ湖放送とぎふチャン（岐阜放送）では「夜美女」以来の放送になったが、ぎふチャン（岐阜放送）（打ち切り時点で金曜 25:00 - 25:55）での放送は2021年9月24日放送分で打ち切られている。